# Großsteingrab Skuldelev Marker 4
Das Großsteingrab Skuldelev Marker 4 war eine megalithische Grabanlage der jungsteinzeitlichen Nordgruppe der Trichterbecherkultur im Kirchspiel Skuldelev in der dänischen Kommune Frederikssund. Es wurde im 19. Jahrhundert zerstört.

## Lage
Das Grab lag zwischen Ledagergård und dem Tørslevvej auf einem Feld. In der näheren Umgebung gibt bzw. gab es mehrere weitere megalithische Grabanlagen.

## Forschungsgeschichte
Im Jahr 1873 führten Mitarbeiter des Dänischen Nationalmuseums eine Dokumentation der Fundstelle durch. Zu dieser Zeit waren keine baulichen Überreste mehr auszumachen. Der damalige Hofbesitzer hatte das Grab einige Zeit zuvor abgetragen.

## Beschreibung
Über die Anlage ist lediglich bekannt, dass die mannslange Grabkammer aus vier Wandsteinen bestanden hatte. Sie ist somit wahrscheinlich als Urdolmen anzusprechen. Der Deckstein fehlte zur Zeit der Abtragung bereits seit langem.